# Howard E. Armstrong
Howard E. Armstrong (* 19. April 1903 in Bennington, Vermont; † 7. Oktober 1983 in Montpelier, Vermont) war ein US-amerikanischer Anwalt und Politiker, der von 1949 bis 1965 Secretary of State von Vermont war.

## Leben
Howard E. Armstrong war Sohn von Marcus Page Armstrong (1864–1928) und Alice Cordes Armstrong (1868–1953). Er studierte Rechtswissenschaften an der University of Vermont und erhielt im Jahr 1926 die Zulassung zum Anwalt. Er war im Jahr 1925 Stellvertretender Clerk des Repräsentantenhauses von Vermont und von 1927 bis 1933 Clerk des Repräsentantenhauses. Unter Gouverneur Charles Manley Smith war er im Jahr 1935 Staatssekretär für zivile und militärische Angelegenheiten und ab 1936 Kommissar für Industrie. Von 1939 bis 1949 war er zudem Kommissar für Industrielle Beziehungen.
Armstrong war Mitglied der Vermonter Schwesterpartei der Republikanischen Partei und wurde von 1949 bis 1965 achtmal zum Secretary of State gewählt. Die Wahl im Jahr 1964 verlor er gegen den Demokraten Harry H. Cooley.
Er war Mitglied der Kongregationalistischen Kirche.
Howard Armstrong starb am 7. Oktober 1983 in Montpelier. Armstrong wurde feuerbestattet. Es ist nicht bekannt, wo sich sein Grab befindet.